# Tomaž Pengov
Tomaž Pengov, né à Ljubljana en République socialiste de Slovénie en 1949 et mort le 10 février 2014 (à 64 ans) à Golnik, est un chanteur-compositeur-interprète, guitariste et poète slovène. 

## Discographie
- 1973 : Odpotovanja
- 1988 : Pripovedi
- 1996 : Biti Tu
- 1999 : Rimska Cesta
- 2006 : Konzert
- 2011 : Drevo in zvezda